# Licimni (fill d'Electrió)
Licimni (en grec antic Λικύμνιος, Likimnios) segons la mitologia grega, fou un heroi grec, fill d'Electrió, rei de Micenes i un dels fills de Perseu, i d'una esclava frígia anomenada Mèdia.
Licimni va passar la seva infantesa a Micenes, amb el seu pare. Durant la guerra que els tafis van mantenir contra Electrió, encara era un nen, i va ser l'únic dels fills que escapà de la matança. Quan Electrió va morir, víctima accidental d'Amfitrió, marxà amb aquest i amb Alcmena, de la que era germanastre, cap a Tebes, després de ser expulsats del seu regne. Allà es va casar amb Perimede, germana d'Amfitrió, i amb ella va tenir diversos fills.
Va ser pare d'Eonos, mort més tard a Lacònia pels fills d'Hipocoont, incident que va provocar més tard l'expedició d'Hèracles contra Esparta, i també d'Argeu i de Melas, que van acompanyar Hèracles a la guerra d'Ecàlia contra Èurit i van morir en el combat. Hèracles havia promès a Licimni que li tornaria el fill. Va cremar el cadàver d'Argeu i li va portar l'urna amb les seves cendres, per complir la paraula donada.
Quan va morir Hèracles, Licimni prestà ajut als Heraclides en la guerra contra Euristeu. Després s'uní a Hil·los en la primera i desastrosa expedició contra el Peloponès, de la qual s'hagueren de retirar. Els habitants d'Argos el van convidar, com també a un dels fills d'Hèracles, Tlepòlem, a establir-se a la seva ciutat, i allí Licimni va morir en una baralla a causa d'una bastonada de Tlepòlem, o potser de forma accidental, quan aquest darrer volia colpejar un bou (o un esclau) amb una branca d'oliver.